# 無責任遊侠伝
『無責任遊侠伝』（むせきにんゆうきょうでん）は、1964年に制作されたクレージーキャッツ主演の映画。1964年7月11日公開。カラー。東宝スコープ。87分。

## 概要
『香港クレージー作戦』に引き続き、香港とマカオでロケを行った「作戦シリーズ」第4作。監督は『香港クレージー作戦』の杉江敏男がクレージー映画最後の担当となり、劇中に競馬場の客役でもカメオ出演した。
当初は『無責任遊侠伝 出たとこ勝負』というタイトルで、3月に公開する予定であったが、撮影中に植木等が病に倒れて制作が中断したうえ、彼の復帰第1作の座も『日本一のホラ吹き男』に譲る形となり、公開は7月11日まで遅れた。このため、本作の登場人物の着る衣装は、シーンによって冬服と夏服が混在している。
また人脈によって係長の方が課長よりも威張っている、現在で言う逆パワハラも既に描かれている。
ヒロインは常連となった浜美枝、そしてサブヒロインとして当時の香港で売り出し中の新進女優・白冰が、谷の妹役で出演している。助演は『香港クレージー作戦』の淡路恵子と有島一郎、そして『社長シリーズ』初期のバイヤー役で知られるジョージ・ルイカーがクレージー映画唯一の出演を果たしているほか、『若い季節』（映画版。古澤憲吾監督）でクレージー・浜・淡路・有島と共演経験があり、『ゴジラ』などの特撮作品でも知られる平田昭彦が、マカオマフィアのボス役でクレージー映画初出演となって彼の登場場面は東宝暗黒街シリーズを彷彿させる。

## ストーリー
勝負事に負けたことの無いツイてる男上田ヒトシは、今日も仕事先でこれまたバクチが大好きな阿波商事の常務、花木と花嫁の靴やヒップのサイズなどで賭けをしていた。しかしそれが原因で結婚式をブチ壊しにしてしまい、クビになった上田。阿波商事に勤めるフィアンセ、カネ子や花木の再三の説得により、上田は嫌々ながらもサラリーマンをやる事になった。そんな折来日した大金持ちのバイヤー、ヘッケル氏との商談をお得意の賭け事でまとめた上田だったが、ヘッケルは契約金を持って姿を消してしまう。実はヘッケルはマカオの悪漢、張天玉の仲間で、初めから適当な会社から金を巻き上げるつもりで日本へ来ていたのだ。しかも張は上田が以前知り合った陳秀明、秀玉兄妹の経営するカジノを乗っ取ろうと企んでいるという。真相を知った上田や花木は、契約金と陳兄妹のカジノを取り返すためにマカオへ乗り込む。

## キャスト
- 上田ヒトシ：植木等
- 陳秀明：谷啓
- 花木常務：ハナ肇
- 犬養課長：犬塚弘
- 鈴木係長：安田伸
- 佐倉：桜井センリ
- 安東：石橋エータロー
- 泉カネ子：浜美枝
- 陳秀玉：白冰
- 阿波啓子：淡路恵子
- 阿波社長：有島一郎
- 吉川専務：由利徹
- 張天玉：平田昭彦
- 張の子分：天本英世、桐野洋雄
- ヘッケル：ジョージ・ルイカー
- 芳麗：莫愁
- 呑海和尚：左卜全
- マカオ飯店店主：沢村いき雄
- ガラス拭き[3]：二瓶正也
- ガラス拭き[3]、カジノのディーラー[3]：中島春雄
- ボーイ長：大友伸
- 花婿：加藤春哉
- 花嫁：浦山珠美
- 披露宴の客：田武謙三
- 結婚式の来賓：熊谷卓三
- 披露宴の司会者：渋谷英男
- 焼芋屋の親父：夏木順平
- 競馬場の男：杉江敏男
- カジノのディーラー[3]：勝部義夫

## スタッフ
- 製作：渡辺晋、安達英三朗
- 脚本：池田一朗
- 音楽：萩原哲晶、宮川泰
- 撮影：完倉泰一
- 美術：村木忍
- 録音：小沼渡
- 照明：猪原一朗
- 編集：小畑長蔵
- チーフ助監督：野長瀬三摩地
- 製作担当者：島田武士
- 撮影助手：志賀邦一、宝田武久
- 照明助手：金子勝治、小島真二、村上修一、山口正春、大澤暉男、宮川保夫、本田弘明、矢吹圭司
- 録音助手：佐藤雅洋
- 装飾：樋口十九一
- 整音：下永尚
- スチール：秦大三
- 振付：竹部薫
- 合成：三瓶一信
- 音響制作：東宝ダビング
- 現像所：東京現像所
- 監督：杉江敏男

## 挿入歌
「バクチは死んでもやめられない」
作詞：塚田茂、作曲：萩原哲晶、歌：植木等
植木の歌「馬鹿は死んでも直らない」の替え歌。
「無責任数え唄」
作詞：塚田茂、作曲：萩原哲晶、歌：植木等
後に「だまって俺について来い」のB面になる同名の歌の原曲。

## 同時上映
『悪の紋章』
原作：橋本忍／脚本：橋本忍、広沢栄、堀川弘通／監督：堀川弘通／主演：山﨑努